# Estadio Zamora
El Estadio Zamora, también conocido con el sobrenombre de El Coloso de La Beatilla, es una instalación deportiva localizada en la ciudad de Zamora de Hidalgo, Michoacán. Cuenta con una capacidad para 7200 espectadores, sirve como sede del club Real Zamora de la Segunda División de México. El estadio es utilizado principalmente para partidos de fútbol.
Los primeros trabajos de construcción del estadio iniciaron durante el periodo de gobierno municipal 1996-1998; cuatro años después, en la administración del entonces presidente municipal Eduardo Curiel del Río, se invirtieron aproximadamente 14 millones de pesos en la construcción de la gradería en la parte poniente del inmueble y la zona de palcos. Para el año 2004, se colocó césped al campo de juego y el 27 de diciembre se realizó un partido inaugural aún con un estadio inconcluso entre un combinado de la ciudad de Zamora y el equipo de fuerzas básicas de Monarcas Morelia. El primer gol en la historia del estadio lo marcó Juan Pablo "Pavy" Cortés por parte del conjunto zamorano.
No obstante, en 2005 las obras fueron suspendidas debido a la supuesta existencia de una falla geológica en el lugar, lo que provocó que el inmueble cayera en un estado de abandono durante once años, hecho que motivó que los equipos locales continuaran jugando sus partidos en la Unidad Deportiva El Chamizal. Fue hasta mayo de 2016 cuando al producirse el ascenso del equipo local, el Real Zamora, a la Serie A de México, se retomaron las obras del estadio debido a las exigencias de la competición, que obligan a los participantes a contar con un estadio con una capacidad mínima de 10 000 espectadores.
En un principio, las obras estaban planeadas para concluir en el mes de agosto de cara al inicio del nuevo ciclo futbolístico, sin embargo el retraso en los trabajos provocó que los primeros tres partidos como local se jugaran en el Estadio Juan N. López de la ciudad de La Piedad, ubicado a 60 kilómetros de la sede oficial. Las obras finalmente concluirían hasta el mes de septiembre.
Las obras de rehabilitación se enfocaron en la tribuna Poniente, además de la construcción de instalaciones auxiliares como vestidores, sanitarios y oficinas. Al ser únicamente construcciones de mejoramiento, el inmueble se encuentra sin concluir, por lo cual el estadio podría alcanzar una capacidad de 15 000 espectadores en caso de ser concluido totalmente, situación que se debe hacer para cumplir con las exigencias de los organismos rectores de la competición.
Finalmente el 1 de octubre de 2016, se realizó el primer encuentro de fútbol profesional entre el Real Zamora y los Tuzos de la UAZ correspondiente a la Jornada 8 del Torneo Apertura 2016 de la entonces llamada Liga Premier de Ascenso, en el marcador inaugural el equipo local cayó derrotado por 1-2 ante los zacatecanos.